# دول الترويكا
دول الترويكا مصطلح سياسي يشير إلى اجتماع ثلاث دول على رأي سياسي واحد تجاه قضية معينّة، وأشهر الترويكات الدولية هي دول الترويكا الأوروبية: "بريطانيا وفرنسا وألمانيا"، حيث كان لها اتجاهًا سياسيًا واحدًا تجاه قضية الملف النووي الإيراني، أو دول الترويكا: الولايات المتحدة وبريطانيا والنرويج تجاه جمهورية السودان.[بحاجة لمصدر]

## لغة
يعود أصل الكلمة للغة الروسية (بالروسية: тройка) حيث ترمز إلى المجموعة الثلاثية، وتشير في روسيا أيضًا إلى عربة تجرها ثلاثة خيول.